# Carte da gioco svizzere
Le carte da gioco in Svizzera sono caratterizzate da semi specifici oppure da semi di origine estera a seconda della regione.
Per giocare al gioco nazionale svizzero, chiamato Jass, ad est della linea Brünig-Napf-Reuss si usa un mazzo di 36 carte, che ha due semi in comune con le carte tedesche (ghiande - Eicheln e campanelli - Schellen) e due semi diversi (scudi - Schilten e rose - Rosen). I valori vanno dal sei al nove, la Bandiera (Banner) corrisponde ai 10, poi vi sono le figure Under, Ober, König ed infine un Due con valore di Asso (As, Sau, Daus).
Ad ovest della linea Brünig-Napf-Reuss e nell'area di lingua francese sono impiegate carte a seme francese.
Nel Canton Ticino, infine, viene utilizzata una variante del mazzo lombardo denominata localmente "carte da tressette" (note in Italia come "lombarde estere").
| Seme     |         |            |          |       |
| Tedesco  | Eichel  | Schellen   | Schilten | Rosen |
| Italiano | Ghiande | Campanelli | Scudi    | Rose  |